# مغاندر (بوئين و مياندشت)
مغاندر (بالفارسية: مغاندر) هي قرية تقع في إيران في Yeylaq Rural District. يقدر عدد سكانها بـ 74 نسمة .